# Pavla Ranzinger
Pavla Ranzinger [pávla ránzinger], slovenska astronomka, * 1933, † januar 2024.
Ranzingerjeva je prva slovenska poklicna astronomka, dolgoletna urednica efemerid in prevajalka strokovnih in poljudnoznanstvenih del s področja astronomije.

## Življenje in delo
Osnovno šolo in dva razreda nižje gimnazije je končala v Beogradu. Nato je vse do mature študirala v Mariboru. Diplomirala je leta 1956 iz matematike na tedanji Prirodoslovno-matematično-filozofski fakulteti v Ljubljani. Leta 1958 je postala asistentka na Katedri za astronomijo. Leta 1961 je diplomirala še iz astronomije z nalogo Precizna določitev geografske dolžine Astronomskega observatorija v Beogradu v letu 1953 z metodo brezžične telegrafije in opazovanj na pasažnem instrumentu, ko je pod Brkićevim mentorstvom določila zemljepisno dolžino beograjskega astronomskega observatorija iz opazovanj s pasažnim inštrumentom. Uporabila je jutranje in večerne meritve na observatoriju iz leta 1953.
1. marca 1958 se je kot asistentka-matematičarka zaposlila na tedaj novoustanovljenem Astronomsko-geofizikalnem observatoriju Golovec (AGO). Ko so leta 1963 na AGO zaposlili še strokovnega sodelavca, astronoma Marijana Prosena, sta Ranzingerjeva in asistent-fizik Vlado Ribarič postala višja strokovna sodelavca observatorija. V tem času sta Ranzingerjeva in Prosen pod Dominkovim vodstvom določila točno lego observatorija s pasažnim in univerzalnim inštrumentom, nato pa še smer oziroma azimut observatorijevega poldnevnika, da so lahko AGO vključili v jugoslovansko geodetsko mrežo.
Leta 1973 je magistrirala po podiplomskem študiju astrofizikalne smeri na tedanji Naravoslovno-matematični fakulteti Univerze v Beogradu (PMF) s temo preučevanja dinamičnega razvoja Sončevih peg in nalogo Dinamički procesi u razvoju pega na Suncu pod mentorstvom V. Bumbe, M. Vukćević-Karabina in Frana Dominka. O Sončevih pegah je objavljala med letoma 1977 in 1979.
Na tedanji Fakulteti za naravoslovje in tehnologijo (FNT) je predavala osnove astronomskih opazovanj (Uvod v astronomska opazovanja). Vodila je vaje iz Splošne astronomije, Astronomski praktikum I. Sodelovala je pri pripravi Seminarja iz eksperimentalne astronomije za srednješolske profesorje.
Od leta 1958 (od 1963 do 1982 kot urednica) sodeluje pri efemeridah Naše nebo. Objavila je več poljudnoznanstvenih člankov v Proteusu, Preseku, Slovenskem almanahu, Življenju in tehniki, idr. Sodelovala je pri pripravi gesel za leksikone in enciklopedije, veliko je recenzirala in prevajala iz ruščine, nemščine, srbščine in angleščine. Sodelovala je pri pripravi SSKJ. Za terminološki slovar naravoslovne sekcije SAZU je prispevala več kot 4000 izrazov s področja astronomije. Leta 1986 je prevedla 2. del znanega Milankovićevega in Ševarlićevega dela Zgodovina astronomije.
Upokojila se je leta 1993. Do tedaj je od leta 1959 vodila časovno službo za potrebe rednih seizmoloških in astronomskih meritev in urejevala Astronomsko knjižnico na AGO. To službo je po njej prevzel Herman Mikuž. Več let je bila področna urednica pri Preseku. Lep uspeh je doživela njena knjižica Presekova zvezdna karta iz leta 1981. Delo je doživelo 3 natise.
Preučevala je dinamične procese pri razvoju Sončevih peg, skupin peg in Sončevih izbruhov. Gostovala je na Observatoriju Ondřejov Astronomskega inštituta Akademije znanosti Češke republike in opazovala na Observatoriju Hvar.